# Tela de bloqueio
A tela de bloqueio é um componente da interface de usuário de computador que diversos sistemas operacionais utilizam. Ela controla o acesso imediato ao dispositivo ao solicitar que o usuário realize uma ação específica para obter acesso, como inserir uma senha, pressionar uma combinação de botões ou fazer um gesto [en] na tela sensível ao toque do dispositivo. Há diversos métodos de autenticação disponíveis para ultrapassar a tela de bloqueio, sendo os mais populares e comuns os números de identificação pessoal (PINs), o padrão de bloqueio do Android e a biometria (por exemplo, Touch ID e reconhecimento facial).
A tela de bloqueio pode apresentar diferentes características dependendo do sistema operacional e do tipo de dispositivo. Ela pode ser desde uma simples tela de entrada até uma tela de resumo com a data e hora atuais, o clima, as notificações recentes, os controles de reprodução para mídia em segundo plano (normalmente música), atalhos para aplicativos (como a câmera) e, opcionalmente, as informações de contato do proprietário do dispositivo (que podem ser úteis em caso de perda, roubo ou emergência médica do dispositivo).

## Telas de bloqueio por plataforma

### Sistemas operacionais móveis
A tela de bloqueio do Android 12 permite o desbloqueio do dispositivo por meio de um gesto de deslizar para cima ou pelo uso do leitor de impressão digital, caso uma impressão digital esteja cadastrada.
Os sistemas operacionais móveis que funcionam em smartphones e tablets geralmente utilizam uma tela de bloqueio baseada em gestos. Os telefones da Neonode eram desbloqueados ao deslizar para a direita na sua tela sensível ao toque. O iOS da Apple, usado nos dispositivos iPhone e iPad, usou um mecanismo de desbloqueio similar até o iOS 10, com um controle deslizante na tela que se movia para a direita. A partir do iOS 5, ao deslizar para a direção oposta, o usuário era direcionado para o aplicativo da câmera. No iOS 7, o controle deslizante foi removido como parte de uma grande mudança na interface do iOS e os usuários passaram a poder deslizar a partir de qualquer ponto da tela. A tela de bloqueio também mostra um relógio, notificações e oferece controles de reprodução de áudio. O iOS 10 trouxe grandes alterações na tela de bloqueio, substituindo o gesto de deslizar pelo botão Iniciar. O gesto de deslizar ainda é usado para acessar a câmera e também uma página adicional à esquerda com widgets. Como o iPhone X e o iPad Pro não possuem botões físicos na parte frontal, o usuário deve deslizar para cima a partir da parte inferior da tela.
No início, o Android não usava uma tela de bloqueio baseada em gestos, optando por exigir que o usuário pressionasse o botão Menu do telefone. No Android 2.0, foi introduzida uma nova tela de bloqueio baseada em gestos, exibindo dois ícones: um para desbloquear o telefone e outro para ajustar o modo de volume, ativados ao arrastar o ícone correspondente para o centro da tela em uma curva (semelhante a um disco rotativo). No Android 2.1, o disco rotativo foi substituído por duas abas em cada extremidade da tela. O Android 3.0 introduziu uma nova aparência: uma bola com um ícone de cadeado que era arrastada para fora de uma área circular. No 4.0, foi adicionada a opção de desbloquear diretamente na câmera, enquanto no 4.1 foi adicionada a possibilidade de desbloquear em uma tela de pesquisa do Google ao arrastar para cima.
Nos dispositivos Samsung, o desbloqueio da tela pode ser feito por meio de um gesto de arrastar em qualquer sentido e a partir de qualquer ponto da tela. Alguns dispositivos TouchWiz Nature, como o Galaxy S III e S4, apresentam ainda um efeito visual associado ao gesto, como uma ondulação ou um reflexo. Assim como na tela de bloqueio do HTC, é possível acessar aplicativos diretamente ao arrastar seus atalhos localizados na parte inferior da tela.

#### Lock Screen Magazine
Lock Screen Magazine é um aplicativo para celulares de fabricantes como Huawei, Oppo e Realme. O aplicativo disponibiliza uma imagem de plano de fundo em alta definição toda a vez que a tela do celular é ligada. Além disso, disponibiliza detalhes da imagem, dicas, truques e frases. As imagens são atualizadas quando o celular se conecta ao wi-fi, mas é possível configurar para que elas atualizem com dados móveis. Elas estão disponíveis em diversas categorias. Desde 2023, é possível adicionar suas próprias imagens no aplicativo. Alguns usuários costumam a desativar o aplicativo por considerá-lo um bloatware.

### Sistemas operacionais para computadores pessoais (PC)

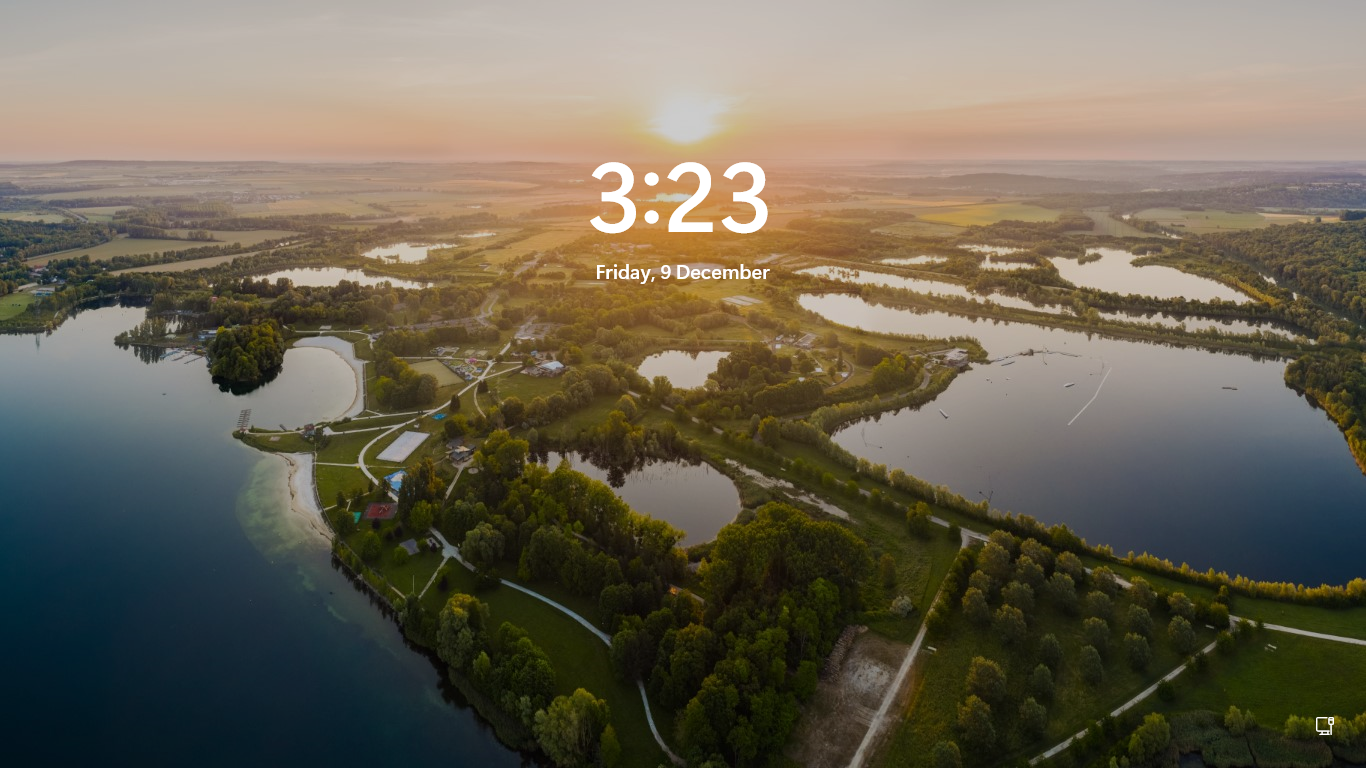
Tela de bloqueio do Windows 11.

O Windows NT permite que os usuários "bloqueiem" seus computadores, mostrando uma janela de entrada que solicita a senha do usuário ativo para restabelecer o acesso ao sistema. Desde o Windows XP, essa função também pode ser acionada pela tecla de atalho Win+L. A tela de bloqueio do Windows 8 foi inspirada nos sistemas operacionais móveis e permite que os usuários personalizem o papel de parede e visualizem informações como hora, eventos de calendário e notificações de outros aplicativos. Para desbloquear o dispositivo, basta arrastar a tela para cima com um mouse ou uma tela sensível ao toque. O Windows 10 segue essa aparência e adiciona recursos como o uso do assistente de voz Cortana na tela de bloqueio e o suporte para slideshows e o serviço "Windows Spotlight", que fornece papéis de parede diários e, opcionalmente, publicidade e sugestões relacionadas ao papel de parede.
Alguns sistemas operacionais semelhantes ao Unix também integram a funcionalidade de bloqueio de tela aos seus protetores de tela, como o XScreenSaver e o protetor de tela do GNOME [en].